# Liste der Einträge im National Register of Historic Places im Blanco County
Die Liste der Registered Historic Places im Blanco County führt alle Bauwerke und historischen Stätten im texanischen Blanco County auf, die in das National Register of Historic Places aufgenommen wurden.

## Aktuelle Einträge
| Lfd. Nr. | Name im NRHP                               | Bild | Datum der Eintragung | Adresse/Lage                                                                               | Ort            | NRHP-ID  | Beschreibung |
| -------- | ------------------------------------------ | ---- | -------------------- | ------------------------------------------------------------------------------------------ | -------------- | -------- | ------------ |
| 1        | Adrian Edwards Conn House                  |      | 19. Nov. 1971        | Jct. of U.S. 281 and SW boundary of courthouse square                                      | Blanco         | 71000921 |              |
| 2        | Blanco Historic District                   |      | 16. Juli 1991        | Roughly bounded by Fifth St., Live Oak St., Town Cr. and rear property lines W of Main St. | Blanco         | 91000890 |              |
| 3        | Lyndon B. Johnson National Historical Park |      | 2. Dez. 1969         | Lyndon B. Johnson National Historical Park                                                 | Johnson City   | 69000202 |              |
| 4        | Round Mountain Stage-Coach Inn and Stable  |      | 31. März 1978        | SR 962 off U.S. 281                                                                        | Round Mountain | 78002896 |              |